# Municipalità dell'Isola del Principe Edoardo
Questa voce presenta una lista delle municipalità dell'Isola del Principe Edoardo, provincia del Canada.

## Storia
L'Isola del Principe Edoardo, Epikiwtk per il popolo Mi'kmaq e Île-Saint-Jean per gli acadiani espulsi da varie aree costiere del Canada nel 1758, fu ceduta alla Gran Bretagna con il Trattato di Parigi del 1763. Dopo la cessione, i britannici cercarono subito di spingere i loro coloni a occupare le tenute abbandonate dagli acadiani. Nel 1764, la Gran Bretagna ordinò l'accatastamento dell'isola, completato nel 1766. Come altre stime catastali dei territori britannici in Nordamerica, quella dell'Île-Saint-Jean ebbe il fine primario di incoraggiare la colonizzazione riducendo al minimo i costi per il tesoro. Fu pianificato un sistema feudale, sulla scia dell'esperienza europea in tema di affitti terrieri.
Vennero così individuate tre contee di 500.000 acri (2.000 km²) circa (Prince, Queens e Kings), ognuna delle quali con un capoluogo di prerogativa reale (royalty). Ciascuna delle contee fu suddivisa in cinque parrocchie della Chiesa d'Inghilterra, rispettivamente di 100.000 acri (400 km²). Kings, essendo più piccola, ne possedeva soltanto quattro. Ogni parrocchia era ulteriormente suddivisa in lotti di circa 20.000 acri (80 km²) ciascuno. Infine, questi lotti furono concessi a soggetti privati, dietro precise condizioni di insediamento. Poiché la domanda eccedeva i lotti disponibili, il governo britannico istituì una lotteria per 64 lotti destinati alla concessione (su un totale di 67, essendo eccettuate le tre royalties).
L'Île-Saint-Jean fu ribattezzata Isola del Principe Edoardo il 29 novembre 1798. Dopo un litigioso secolo di conflitti fra proprietari (molti dei quali erano assenti dai luoghi) e affittuari, in gran parte poveri contadini, nel Novecento fu riscattato l'ultimo latifondo, con apposito finanziamento all'amministrazione locale, sulla base dei Terms of Union dell'Isola del Principe Edoardo per l'adesione alla Confederazione canadese (1º luglio 1873).
I lotti esistono ancora come township (letteralmente municipalità), unità censuarie di terzo livello.

## Lista
| Contea di Prince        | Contea di Prince                                                                 |
| ----------------------- | -------------------------------------------------------------------------------- |
| North Parish            | Lotto 1 · Lotto 2 · Lotto 3                                                      |
| Egmont Parish           | Lotto 4 · Lotto 5 · Lotto 6 · Lotto 7                                            |
| Parrocchia di Halifax   | Lotto 8 · Lotto 9 · Lotto 10 · Lotto 11 · Lotto 12                               |
| Parrocchia di Richmond  | Lotto 13 · Lotto 14 · Lotto 15 · Lotto 16 · Lotto 17                             |
| Parrocchia di St. David | Prince Royalty · Lotto 18 · Lotto 19 · Lotto 25 · Lotto 26 · Lotto 27 · Lotto 28 |

| Contea di Queens        | Contea di Queens                                           |
| ----------------------- | ---------------------------------------------------------- |
| Parrocchia di Grenville | Lotto 20 · Lotto 21 · Lotto 22 · Lotto 23 · Lotto 67       |
| Parrocchia di Hillsboro | Lotto 29 · Lotto 30 · Lotto 31 · Lotto 65                  |
| Parrocchia di Charlotte | Queens Royalty · Lotto 24 · Lotto 32 · Lotto 33 · Lotto 34 |
| Parrocchia di Bedford   | Lotto 35 · Lotto 36 · Lotto 37 · Lotto 48 · Lotto 49       |
| Parrocchia di St. John  | Lotto 50 · Lotto 57 · Lotto 58 · Lotto 60 · Lotto 62       |

| Contea di Kings           | Contea di Kings                                                                            |
| ------------------------- | ------------------------------------------------------------------------------------------ |
| Parrocchia di St. Patrick | Lotto 38 · Lotto 39 · Lotto 40 · Lotto 41 · Lotto 42                                       |
| East Parish               | Lotto 43 · Lotto 44 · Lotto 45 · Lotto 46 · Lotto 47                                       |
| Parrocchia di St. George  | Kings Royalty · Lotto 51 · Lotto 52 · Lotto 53 · Lotto 54 · Lotto 55 · Lotto 56 · Lotto 66 |
| Parrocchia di St. Andrew  | Lotto 59 · Lotto 61 · Lotto 63 · Lotto 64                                                  |